# سينارة أزتيكية
سينارة أزتيكية (الاسم العلمي: Cinara azteca) هي نوع من الحشرات يتبع جنس السينارة من الفصيلة المنية.